# Famille de Bréhan
La famille de Bréhan  ou de Bréhant est une famille éteinte de la noblesse française, d'extraction féodale, originaire de Bretagne. Elle a formé de nombreuses branches, dont la dernière s'est éteinte en 1886 avec Napoléon, marquis de Bréhan.

## Histoire
La famille de Bréhan, dont le nom fut aussi orthographiée de Bréhand et de Bréhant, tire son nom de la paroisse de Bréhan, ou Bréhan-Loudéac, en Bretagne dont elle possédait l’importante seigneurie,. Elle est donnée comme une des plus anciennes familles de Bretagne.
On rattache comme premiers auteurs de cette famille des porteurs du nom Brientus, Brehentius, qui sont cités dans des chartes latines dès le XIe siècle,,.
Elle remonte une filiation authentiquement établie jusqu'au milieu du XIIIe siècle avec Jehan de Bréhan (vivant en 1250), donné comme fils d'Etienne de Bréhan et d'Alipse de Rohan,.
Selon René Kerviler, elle a aussi donné son nom à la seigneurie de Bréhand-Moncontour et sans doute aussi aux seigneuries, chatellenies et villages de La Roche-Bréhand en Yffiniac, La Ville-Bréhant en Hillion, le Pont-Bréhant en Saint-Étienne-du-Gué-de-l'Isle.
De même, la ville de Galien aux États-Unis (État du Michigan), doit son nom à René de Bréhan de Galinée qui explora la région des Grands Lacs dans le milieu du XVIIe siècle.
La famille de Bréhan compte notamment plusieurs maréchaux de camp et colonels, un conseiller d'État, un doyen du grand conseil, quatre conseillers au parlement de Bretagne, un député, un ambassadeur de France, plusieurs ecclésiastiques dont un explorateur.
La famille de Bréhan s'est éteinte dans toutes ses branches avec Napoléon, marquis de Bréhan, dernier du nom, né à Paris le 15 août 1805 et mort à Versailles le 14 février 1886,. Inspecteur général des prisons, il est mort sans avoir eu de postérité de son mariage en 1840 avec Miss Harriet Peacock, décédée en 1885,.

## Branches
Etienne de Bréhan, marié Alipse de Rohan fut le père de :
- Jehan de Bréhan (vivant en 1250 et mort après 1309), qui commence la filiation authentiquement établie des branches de Belleissue, de Galinée, de Mauron et de Plélo. Il épousa Sybille de Beaufort[4].
- Geoffroy (parfois appelé Alain) de Bréhan, auteur de la branche de Bréhan-Glecoët d'où serait issue la famille de Bréhant de l'isle[4].

Selon René Kerviler, l'arborescence de ces branches peut s'établir ainsi :
- Famille de Bréhan
  - Branche de Galinée
    - Rameau de Mauron et Plélo
    - Rameau de La Roche Bréhand
    - Rameau de La Plesse
    - Rameau de La Roche et Bonneuil

  - Branche de Glécoët
    - Rameau de Glécoët
    - Rameau de Lisle puis Saint-Éloi

Il a existé, également en Bretagne, une famille de Bréhant de l'Isle qui a toujours été considérée comme une branche de la famille de Bréhant et qui portait des armes proches de celles de la maison de Rohan de gueules à sept macles d'or, 3, 3, 1. On lui attribue généralement pour auteur, mais sans preuves certaines, un Geoffroy de Bréhant, fils cadet d'Etienne de Bréhan décédé en 1274, et d'Alix de Rohan
Sans qu'un lien quelconque soit établi avec la famille de Bréhan, on trouve en Normandie un Michel Bréant à la montre de la châtellenie de Gisors en 1470. D'autres porteurs du nom Bréant demeurant dans les élections d'Andelys et de Conches sont renvoyés au Conseil en 1667, l'avis qu'ils étaient usurpateurs de noblesse. Leurs armes, différentes de la famille  bretonne de Bréhan, étaient « de sable à la fasce d'or, accompagnée de 3 merlettes du même ».

## Personnalités (à revoir selon notoriété effective)
- Guillaume de Bréhan, cité dans l'ancienne Chronique et Histoire de Bretagne comme étant "vieil et appert capitaine". Il commandait une compagnie de 120 lances et mourut dans un âge avancé vers 1360. Il avait épousé Sybille de Tournemine.
- Guillaume de Bréhan, dit Launay du nom de la terre qu'il reçut en partage, neveu du précédent, fut un chevalier en renom du temps du connétable du Guesclin.
- Geoffroi de Bréhan, chevalier, seigneur de Belleissue, Montbréhan, Saint-Albans, capitaine de Dol, arrière petit-fils de Jean, sire de Bréhant. Marié à Thomine de Dinan puis Thomine Annor de Penthièvre.
- Gabriel de Bréhan, arrière petit-fils du précédent, seigneur de Belleissue, chambellan et échanson du duc de Bretagne et capitaine de 100 archers. Marié à Marie, fille de Lancelot Bérard, seigneur de Kermartin et de Marie de Rohan. Il mourut en 1502.
- Jean de Bréhan, chevalier, frère du précédent. Connu comme le « capitaine Bonnet », du nom de sa terre du Clos-Bonnet, ami et compagnon d'armes de Bayard, se distingua dans les guerres d'Italie et resta pour mort sur le champ de bataille de Ravenne (11 avril 1512) après avoir reçu "un coup de pique au front où le fer resta". Il survécut néanmoins à ses blessures et ne mourut qu'en 1520.
- Mathurin de Bréhan, chevalier, seigneur de Belleissue, fils aîné du précédent. Né le 10 août 1506, il commandait 500 hommes des bandes françaises dans les guerres de Piémont et d'Italie.
- Louis de Bréhan, chevalier, seigneur de Galinée, Belleissue (1572-1633), petit-fils du précédent, maréchal de camp, chevalier de l'ordre du roi.
- René de Bréhan de Galinée (1645-1678), petit-fils du précédent, docteur en Sorbonne, prêtre de la Compagnie de Saint-Sulpice, explorateur et missionnaire en Nouvelle-France.
- Jeanne Marguerite de Bréhan (1659-1737), nièce du précédent, mariée le 8 février 1684 à Charles, marquis de Sévigné, lieutenant du roi au Pays Nantais et fils de la célèbre épistolière.
- Jean-René François Almaric de Bréhan comte de Mauron (1668-1738), frère de la précédente, conseiller du roi au parlement de Bretagne. C'est lui qui fit construire à Paris l'hôtel de Mauron puis l'hôtel d'Aiguillon dont il fit don à sa petite-fille Louise Félicité, devenue duchesse d'Aiguillon par son mariage avec Emmanuel-Armand de Vignerot du Plessis de Richelieu (1720-1788), duc d'Agenais puis d'Aiguillon.
- Louis de Bréhan de Plélo (1699-1734), fils aîné du précédent, colonel, ambassadeur de France, tué en commandant l'assaut du siège de Dantzig[10],[11],[12].
- Marie-Jacques de Bréhant (v. 1713-1764), dit le marquis de Bréhant, maréchal de camp, inspecteur général de l'infanterie.
- Louise Félicité de Brehan (1726-1796), fille de Louis de Bréhan de Plélo, duchesse d'Aiguillon, épistolière française, dame de la cour.
- Bihi-Almaric de Bréhant (1734-1808), dit le comte de Bréhan, frère de Louis de Bréhant de Plélo, colonel de cavalerie et l'un des braves de la guerre de Sept Ans, chevalier de l'ordre royal et militaire de Saint-Louis, chambellan de Stanislas, roi de Pologne et duc de Lorraine. Il a été reçu comme honoraire associé libre à l'Académie royale de peinture et de sculpture le 7 avril 1781, puis amateur, le 27 janvier 1787[13].
- Madeleine Angélique Charlotte de Bréhant (1750-1819), fille de Marie-Jacques de Bréhant, duchesse de Maillé, dame du palais de la reine Marie-Antoinette.
- Amand Louis Fidel de Bréhant (1770-1828), baron de l'Empire, neveu de Bihi Almaric de Bréhant. Officier de la Légion d'Honneur et chevalier de l'ordre royal et militaire de Saint-Louis, colonel, lieutenant de roi commandant la place du Havre.
- Charles Napoléon Bihi de Bréhant (1805-1886), baron de l'Empire, fils aîné du précédent. Sous-préfet de Loudéac puis inspecteur général des prisons. Dernier représentant de la famille, sans postérité d'Harriet Peacock Willson.

## Titres
Ses représentants ont porté les titres de courtoisie de marquis de Bréhan, marquis de Bréhant (famille de Bréhant de l'Isle), comte de Plélo, vicomte de Boeuvres, baron de Pordic, de Kérouzéré, de Trogoff etc.
Ses membres reçurent les titres de baron (1655) puis vicomte de Mauron (1658) et baron d'Empire par lettres patentes du 14 février 1810.
- La branche de Bréhan de Plélo fut reçue aux honneurs de la cour en 1768 et 1770 sur preuves de 1370[14].
- La famille de Bréhant (ou Bréhan) de l 'Isle fut reçue aux honneurs de la cour  en 1732, 1751, 1737 sur preuves de 1396[14].

## Héraldique

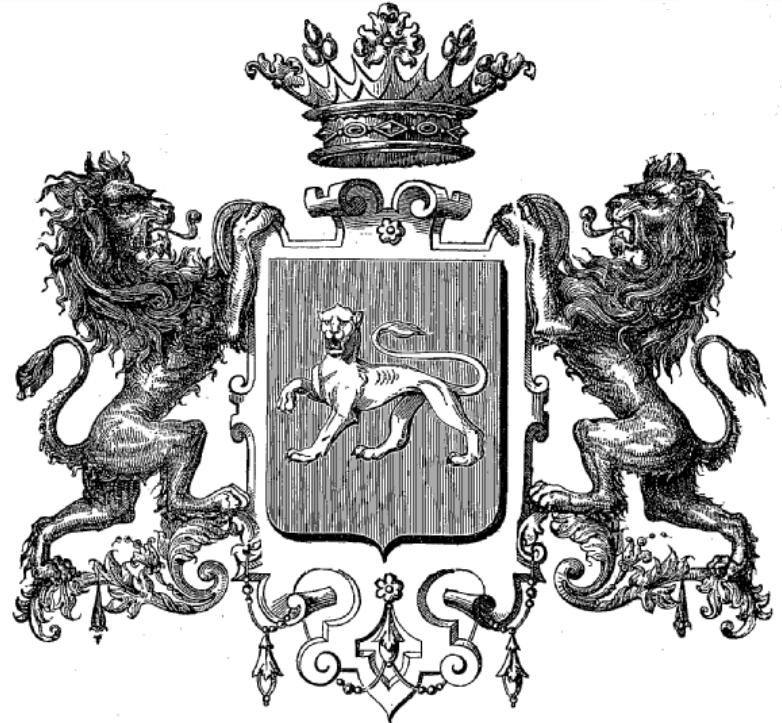
Armes

Ses armes sont attestées par un sceau de 1275.
De gueules à un léopard d'argent

Couronne : couronne de marquis

Devise : Foy de Brehan mieux vault qu'argent
Au château de Saint-Bihi, sous leurs armes et leur devise, on pouvait lire « D'un antique nom, Bréhant me nomme Et du vieil Briton me renomme »
Les communes de Bréhand (Côtes-d'Armor) et Mauron (Morbihan) portent les armes de la  famille de Bréhant (« de gueules à un léopard d'argent »). La commune de Bréhan (Morbihan) porte les armes de la famille de Bréhant de l'Isle (« De gueules à trois mâcles d’or »).